# Biblioteka Miejska w Grudziądzu
Biblioteka Miejska w Grudziądzu – Biblioteka Miejska im. Wiktora Kulerskiego przy ul. Legionów 28.
W Bibliotece Głównej mieści się wypożyczalnia książek, czytelnia czasopism, dział dziecięcy, czytelnia naukowa, a także gabinet zbiorów regionalnych im. Adama Wolnikowskiego. Zbiory liczą ponad 200 tysięcy woluminów (w tym kilkaset starodruków i unikatowe druki grudziądzkie XIX-XX w.), z których korzysta ponad 10 tysięcy stałych czytelników. Spośród 8 filii wymienić należy bibliotekę szpitalną i Ośrodek Czytelnictwa Niepełnosprawnych. Organizowane są wystawy, konkursy i prelekcje, prowadzona jest własna działalność wydawnicza.

## Historia

### XV-XIX w.
Najstarsza wiadomość o bibliotece w Grudziądzu pochodzi z inwentarza zamku krzyżackiego, gdzie w 1413 r. wzmiankowano 3 kodeksy niemieckie służące głośnej lekturze podczas wspólnych posiłków, nie licząc ksiąg łacińskich i liturgicznych. Znaczny wzrost czytelnictwa nastąpił wraz z rozwojem druku w okresie nowożytnym, chociaż - niestety - niewiele konkretnego da się powiedzieć o miejscowych księgozbiorach klasztornych, szkolnych i prywatnych w czasach I Rzeczypospolitej. W XIX w. istniały w mieście liczne księgozbiory, np. szkolne, działały wypożyczalnie i czytelnie nowości przy większych księgarniach, nie powstała jednak biblioteka o charakterze centralnym.

### 1901-1920
W 1901 r. miasto otrzymało znaczną kwotę z zapisu w testamencie Gustava Roethego z Berlina, byłego wydawcy poczytnej grudziądzkiej gazety Der Gesellige, z przeznaczeniem na budowę siedziby muzeum. Dzięki temu, z poparciem władz prowincjonalnych w Gdańsku i ministerialnych w Berlinie, które przyznały dalsze dotacje oraz dzięki darowiznom prywatnym, w latach 1909–1911 przy ul. Legionów wzniesiono budynek mieszczący pod jednym dachem 3 placówki kulturalne: muzeum (odgrywające główną rolę), bibliotekę (niem. Stadtbibliothek Graudenz) i archiwum miejskie, oddane do użytku w 1912 r. Powstała elegancka, piętrowa willa w ogrodzie, utrzymana w modernistycznej odmianie klasycystycznego baroku, z wysokim mansardowym dachem i z ozdobnym portalem. Księgozbiór miał charakter niemiecki.

### 1921-1945
Po powrocie Grudziądza do Polski od 1921 r. biblioteka i muzeum podlegały Towarzystwu Czytelni Ludowych, które już wcześniej prowadziło działalność w mieście od 15 października 1913 r. w gmachu "Bazaru". W 1939 r. liczyła 12 tysięcy woluminów i posiadała 2 filie. Ponadto, w latach 1921–1933 w gmachu głównym mieściła się Pomorska Szkoła Sztuk Pięknych prowadzona przez prof. Wacława Szczeblewskiego, później przeniesiona do Gdyni oraz - pod kierunkiem honorowego kustosza muzeum, ks. dr. Władysława Łęgi - działało Polskie Towarzystwo Krajoznawcze. Podczas okupacji gmach przejęła niemiecka Książnica Miejska (niem. Stadtbücherei Graudenz) i ogromna większość polskich zbiorów została natychmiast z premedytacją zniszczona. Z kolei budynek został zdewastowany a księgozbiór niemiecki poniósł znaczne straty podczas walk toczonych o miasto w 1945 r.

### Po 1945
Biblioteka Miejska rozpoczęła działalność 20 maja 1946 r., jej pierwszym powojennym dyrektorem została Helena Minkiewicz. Po roku zbiory liczyły 1436 książek polskich, z których korzystało 1201 czytelników. W 1949 r. powstała pierwsza filia biblioteczna, później kolejne. W 1956 r. muzeum otrzymało nową siedzibę i biblioteka stała się głównym gospodarzem gmachu przy ul. Legionów, który dzieliła z Biblioteką Powiatową i Powiatowym Archiwum Państwowym. Tu też miał siedzibę oddział Polskiego Towarzystwa Historycznego. W latach 1972–2007 dyrektorem była Karola Skowrońska. Od czasu gruntownego remontu w latach 1973–1975, gmach służy wyłącznie celom bibliotecznym, chociaż siedzibę miały tu również Grudziądzkie Towarzystwo Kultury i Fundacja na Rzecz Tradycji Jazdy Polskiej. Do 1990 r. podlegały jej również inne biblioteki w rejonie Grudziądza. W 1996 r. otrzymała imię Wiktora Kulerskiego. Od 2007 dyrektorem jest Aleksandra Ciżnicka.